# Phrygionis moeschleri
Phrygionis moeschleri là một loài bướm đêm trong họ Geometridae.